# Nel Bos
Petronella Johanna Maria "Nel" Bos (Willemstad, 23 november 1947) is een voormalig Nederlands zwemster. Ze nam deel aan de Olympische Zomerspelen van 1968 in de categorieën 100 meter vrije slag, 100 meter zwemslag en 4×100 meter estafette. Bos eindigde op laatstgenoemd onderdeel op de zevende plaats.